# Bistum Fossombrone
Das Bistum Fossombrone (lat.: Dioecesis Forosemproniensis) war eine in Italien gelegene römisch-katholische Diözese mit Sitz in Fossombrone. 

## Geschichte
Das Bistum Fossombrone wurde im 5. Jahrhundert errichtet. Erster Bischof war Settimio. Das Bistum Fossombrone wurde dem Heiligen Stuhl direkt als Suffraganbistum unterstellt. Am 4. Juni 1563 wurde das Bistum Fossombrone dem Erzbistum Urbino als Suffraganbistum unterstellt.
Am 30. September 1986 wurde das Bistum Fossombrone zusammen mit dem Bistum Cagli und Pergola durch die Kongregation für die Bischöfe mit dem Dekret Instantibus votis dem Bistum Fano angegliedert.
Das Bistum Fossombrone umfasste 43 Pfarreien und war 242 km² groß. Es hatte 20.100 Katholiken und 54 Priester.